# Parti Bersatu Sabah
Die Parti Bersatu Sabah (PBS, auch United Sabah Party) ist eine politische Partei, die ihre Wurzeln im malaysischen Bundesstaat Sabah hat. Das frühere Kabinettsmitglied Joseph Pairin Kitingan hatte die regierende Partei Parti Berjaya im Jahr 1982 wegen Meinungsverschiedenheiten mit Harris Salleh, dem Ministerpräsidenten von Sabah verlassen und am 5. März 1985 die PBS als politische Partei registriert.  Nach dem Wahlsieg 1985 regierte die PBS den Bundesstaat Sabah von 1985 bis 1994.

## Politische Ziele
Obwohl die Partei weithin als die politische Interessensvertretung der Kadazan-Dusun betrachtet wird, sieht sich die PBS selbst als „malaysische, multikulturelle politische Partei“. Ihre erklärten politischen Ziele sind die Bewahrung der Autonomie Sabahs und seiner bundesstaatlichen Rechte, die Förderung demokratischer Strukturen, ökonomischer Fortschritt, Menschenrechte und Gerechtigkeit.

## Geschichte
Nach der Gründung im März 1985 trat die PBS bei den landesweiten Wahlen in Sabah an und gewann gegen die regierende BERJAYA. Durch die Sabah-Krise wurde die Partei im Mai 1986 zu vorgezogenen Neuwahlen gezwungen. Sie ging jedoch wiederum als Sieger hervor und trat der Koalitionsregierung Barisan Nasional bei. Am Vorabend der landesweiten Wahlen vom Juni 1990 scherte die PBS jedoch aus der Koalition aus und gewann die Wahlen zum dritten Mal. Auch die Wahl im Jahr 1994 konnte die PBS für sich entscheiden, allerdings nur mit einer hauchdünnen Mehrheit.
Noch vor der Kabinettsbildung lief jedoch eine beträchtliche Anzahl Abgeordneter zur Oppositionspartei Barisan Nasional über. Kitingan wurde die Vereidigung als Ministerpräsident verwehrt und stattdessen wurde Tun Sakaran Dandai von der UMNO als achter Ministerpräsident von Sabah vereidigt.
2002 trat die PBS wieder der Koalitionsregierung Barisan Nasional (BN) bei und beendete ihre Rolle als Oppositionspartei.

## Nachwahl für Edmund Chong Ket Wah
Edmund Chong Ket Wah, der PBS-Abgeordnete des Wahlkreises Batu Sapi, verunglückte am 9. Oktober 2010 tödlich. Der 54-jährige Politiker kollidierte mit seiner Kawasaki 750 auf der Straße von Sembulan nach Tanjung Aru mit einem entgegenkommenden Mercedes. Chong war seit 2004 Abgeordneter seines Wahlkreises. Für die Nachwahl am 4. November 2010 stellte die PBS seine Frau Linda Tsen Thau Lin als Kandidatin auf. Sie verteidigte erfolgreich den Sitz der PBS und trat als Abgeordnete die Nachfolge ihres verstorbenen Mannes an.